# Sender Trdinov Vrh
Der Sender Trdinov Vrh ist eine Sendeanlage der Radiotelevizija Slovenija für Hörfunk und Fernsehen auf der 1178 Meter hohen Erhebung Trdinov Vrh im Südosten Sloweniens.

## Geschichte

### Planung und Bau
Die Errichtung der Sendeanlage auf dem Trdinov Vrh wurde ab 1974 geplant. Im Jahr 1986 wurde der 94 Meter hohe Stahlbetonturm fertiggestellt.

### Fernsehsendeanlage
Die Sendeanlage wurde im Sommer 1986 für das erste Fernsehprogramm der Radiotelevizija Slovenija in Betrieb genommen. Drei Jahre später folgte bereits das zweite Programm. Private Programmveranstalter kamen erstmals in den 1990er Jahren dazu, so wurde ab 1993 TV Novo Mesto und ab 1994 auch Kanal A analog von diesem Senderstandort aus verbreitet.

### Radiosendeanlage
UKW-Programme werden vom Trdinov Vrh seit 1987 ausgestrahlt. Diese sind auch weit außerhalb Sloweniens, bis hin zur kroatischen Hauptstadt Zagreb empfangbar. Es werden auch Radiosender über DAB+ ausgestrahlt.

## Frequenzen und Programme

### Analoger Hörfunk (UKW)
| Frequenz (MHz) | Programm     | RDS PS   | RDS PI | Regionalisierung | ERP (kW) | Antennendiagramm rund (ND)/gerichtet (D) | Polarisation horizontal (H)/vertikal (V) |
| -------------- | ------------ | -------- | ------ | ---------------- | -------- | ---------------------------------------- | ---------------------------------------- |
| 90,9           | Slovenija 1  | __PRVI__ | 9201   | –                | 10       | ND                                       | H/V                                      |
| 94,6           | Radio Sraka  | _SRAKA__ | 943D   | –                | 1        | ND                                       | H/V                                      |
| 97,6           | VAL 202      | VAL_202_ | 9202   | –                | 10       | ND                                       | H/V                                      |
| 100,6          | ARS          | __ARS___ | 9203   | –                | 15       | ND                                       | H/V                                      |
| 103,0          | Radio Aktual | AKTUAL_D | 944E   | Dolenjska        | 5        | ND                                       | H/V                                      |
| 106,6          | Radio Krka   | __KRKA__ | 9423   | –                | 15       | D (200–20°)                              | H/V                                      |

### Digitales Fernsehen (DVB-T)
DVB-T wird im Gleichwellenbetrieb (SFN) mit anderen Senderstandorten ausgestrahlt:
| UHF kanal | Frequenz (MHz) | Multiplex (Netzwerk-ID) | Programme im Multiplex (Programm-Identifikation) | ERP (kW) | Ausstrahlungsdiagramm kreisförmig (ND) gerichtet (D) | Polarisierung horizontal (H) vertikal (V) | Modulation       | FEC | Schutzintervall | Bitrate (MBit/s) |
| --------- | -------------- | ----------------------- | --- | -------- | ---------------------------------------------------- | ----------------------------------------- | ---------------- | --- | --------------- | ---------------- |
| 32        | 562            | MULTIPLEX A/Center      | - TV SLO 1 HD - TV SLO 2 HD - TV SLO 3 HD - TV Maribor - TV Koper - Vaš kanal                                                                            | 20       | D (240°-320°)                                        | H                                         | 64-QAM (8K OFDM) | 2/3 | 1/4             | 19,905           |
| 38        | 610            | MULTIPLEX C             | - TV Veseljak - Nova24TV - Fox Life - Fox Crime - Fox Movies - National Geographic - Viasat History - Pop TV - Kanal A - Brio - Kino - Oto - Obvestilo C | 20       | D (240°-320°)                                        | H                                         | 64-QAM (8K OFDM) | 3/4 | 1/4             | 22,394           |

### Digitales Fernsehen (DVB-T2)
DVB-T wird im Gleichwellenbetrieb (SFN) mit anderen Senderstandorten ausgestrahlt:
| UHF kanal | Frequenz (MHz) | Multiplex (Netzwerk-ID) | Programme im Multiplex (Programm-Identifikation)                  | ERP (kW) | Ausstrahlungsdiagramm kreisförmig (ND) gerichtet (D) | Polarisierung horizontal (H) vertikal (V) | Modulation       | FEC | Schutzintervall | Bitrate (MBit/s) |
| --------- | -------------- | ----------------------- | ----------------------------------------------------------------- | -------- | ---------------------------------------------------- | ----------------------------------------- | ---------------- | --- | --------------- | ---------------- |
| 25        | 506            | MUX M1                  | - HRT 1 - HRT 2 - RTL - Nova TV - HRT 3 - HRT 4 - RTL 2 - Doma TV |          | D                                                    | H                                         | 64-QAM (8K OFDM) | 3/4 | 1/4             | 22,394           |

### Digitaler Hörfunk (DAB+)
DVB-T wird im Gleichwellenbetrieb (SFN) mit anderen Senderstandorten ausgestrahlt.
| Block | Multiplex | Programme | ERP (in kW) | Antennendiagramm rund (ND), gerichtet (D) |
| ----- | --------- | --- | ----------- | ----------------------------------------- |
| 10D   | R1        | - Radio Slovenija 1 – Prvi - Radio Slovenija 2 – VAL202 - Radio Slovenija 3 – ARS - Radio Slovenia International - Radio Ognjišče - Radio Center - Radio 1 - Radio 1 80-a - Rock Radio - Radio Veseljak - Net FM - Radio Študent - Radio City - Radio Ekspres - Radio Aktual - Radio Salomon | 5           | V                                         |

| Block | Multiplex | Programme | ERP (in kW) | Antennendiagramm rund (ND), gerichtet (D) |
| ----- | --------- | --- | ----------- | ----------------------------------------- |
| 12B   | R2 E      | - Radio Maribor - Pomurski madžarski radio - Radio Krka - Koroški radio - Radio Ptuj - Radio Murski val - Radio Sraka - Radio Maxi - Radio Aktual Kum - Radio Velenje - Radio Celje - Radio BOB - Radio Antena - Radio Fantasy - Štajerski val | 5           | V                                         |

### Analoges Fernsehen (PAL)
Bis zur Umstellung auf DVB-T im Jahr 2010 diente der Senderstandort weiterhin für analoges Fernsehen:
| Kanal | Frequenz (MHz) | Programm     | ERP (kW) | Sendediagramm rund (ND)/ gerichtet (D) | Polarisation horizontal (H)/ vertikal (V) |
| ----- | -------------- | ------------ | -------- | -------------------------------------- | ----------------------------------------- |
| 29    | 535,25         | Pop TV       | ?        | ?                                      | V                                         |
| 33    | 567,25         | HRT 1        | 1        | ?                                      | H                                         |
| 35    | 583,25         | TV SLO 1     | 25       | D (20–200°)                            | H                                         |
| 41    | 631,25         | Vaš kanal    | ?        | ?                                      | H                                         |
| 50    | 703,25         | TV SLO 2     | 25       | D (20–200°)                            | H                                         |
| 58    | 767,25         | HRT 2        | 1        | ?                                      | H                                         |
| 63    | 807,25         | RTL Hrvatska | ?        | ?                                      | ?                                         |
| 67    | 839,25         | Nova TV      | ?        | ?                                      | ?                                         |
| 69    | 855,25         | Kanal A      | ?        | ?                                      | H                                         |